# جورج برادلي (ضابط)
جورج برادلي (بالإنجليزية: George Bradley) هو ضابط أمريكي، ولد في 5 ديسمبر 1881 في نيويورك في الولايات المتحدة، وتوفي في 9 يونيو 1942.